# Еластични псеудоксантом
Еластични псеудоксантом или Гронблад-Страндбергов синдром релативно је ретка системска  болест везивног ткива са доминантном лезијом коже, очију и кардиоваскуларног система. Ову генски прогресивну болест карактерише прогресивни поремећај са акумулацијом наслага калцијума и других минерала (минерализација) у еластичним влакнима (која су компонента везивног ткива, која обезбеђује снагу и флексибилност анатомским структурама у целом телу). Постојање стечене еластичне псеудоксантомије захтева доказ.
Како је еластични псеудоксантом доживотно прогресивна болест она доводи до инвалидитета пацијената, али се животни век већини пацијената не скраћује.

## Историја
Стање је први описао француски дерматолог Ригал 1881. године,  а нешто касније и др Ferdinand-Jean Darrier  1896. године, који је покушао да разликује еластични псеудоксантом од уобичајених ксантома.
Ова болест је с почетка 20. века добила име (епоним) Гронблад-Страндбергов синдром по два шведска лекара  др Естер Гронблад, офталмологу, и дерматологу Џејмсу Виктору Страндбергу (1883-1942) који су спровели обимна истраживања и детаљно описали манифестације ове болести. Њихову тезу о ангоидним пругама – у еластичном псеудоксантому (лат. pseudoxanthoma elasticum) прихвати је Каролински институт у Стокхолму и објавио их у медицинском часопису  Acta Ophthalmologica 1932. године.

## Епидемиологија
Еластични псеудоксантом, на глобалном нивоу, погађа отприлике 1 од 50.000 људи. Како је, дијагноза често тешка, научници претпостављају да постоји много недијагностикованих случајева.
Из нејасних разлога, овај поремећај се дијагностикује двоструко чешће код жена него код мушкараца, са женско: мушким односом 2:1.
Иако је еластични псеудоксантом описан код особа свих раса, нешто већа преваленција евидентирана је код одређених популација, укључујући јужноафричке Афромериканце.
Просечна старост почетка болести је 13 година; међутим, узраст може да варира између детињства и седме деценије живота или више, са врхунцем у броју нових случајева од 10 до 15 године живота.

## Етиопатогенеза
Ову генску болест изазива утације у АБЦЦ6 гена, који даје упутства за продукцију протеина који се зове МРП6 (такође познат као протеин АБЦЦ6). Овај протеин се налази првенствено у ћелијама јетре и бубрега, а у малим количинама у другим ткивима, укључујући кожу, трбух, крвне судове и очи. Иако се сматра   да МРП6 преноси одређене супстанце кроз ћелијску мембрану, до сада, ове супстанце нису идентификоване.
Неке студије сугеришу да протеин МРП6 стимулише ослобађање молекула званог аденозин трифосфат (АТФ) из ћелија кроз непознат механизам. аденозин трифосфат се може разградити на друге молекуле, укључујући аденозин монофосфат (АМФ) и пирофосфат. Пирофосфат помаже у контроли таложења калцијума и других минерала у телу. Друге студије сугеришу да је супстанца коју преноси МРП6 укључена у разградњу аденозин трифосфат.
Мутације у гену АБЦЦ6 доводе до одсутног или нефункционалног протеина МРП6. Нејасно је како недостатак правилног функционисања протеина МРП6 доводи до еластичног псеудоксантома. Овај недостатак може умањити ослобађање аденозин трифосфат из ћелија. Као резултат тога, производи се мало пирофосфата, а калцијум и други минерали се акумулирају у еластичним влакнима коже, очију, крвних судова и других ткива захваћених еластичним псеудоксантомом. Алтернативно, недостатак функционисања МРП6 може нарушити транспорт супстанце која би иначе спречила минерализацију, што доводи до абнормалне акумулације калцијума и других минерала карактеристичних за еластични псеудоксантом.

### Наслеђе
Еластични псеудоксантом се наслеђује на аутозомно рецесиван начин, што значи да обе копије гена у свакој ћелији имају мутације. Најчешће, родитељи појединца са аутозомно рецесивним стањем носе по једну копију мутираног гена, али не показују знакове и симптоме тог стања.
У неколико случајева, погођена особа има једног захваћеног родитеља и једног родитеља без знакова и симптома поремећаја. Ова ситуација личи на аутозомно доминантно наслеђе, у којем је једна копија измењеног гена у свакој ћелији довољна да изазове поремећај и мутација се обично наслеђује од једног захваћеног родитеља. У лучајевима еластични псеудоксантом, код кога је родитељ без очигледних симптома он има мутацију гена АБЦЦ6. Погођено потомство наслеђује два измењена гена, по један од сваког родитеља. Ова појава аутосомно доминантног наслеђа када је образац заправо аутосомно рецесиван назива се псеудодоминација.

## Клиничка слика
Почетне манифестације болести јављају се у детињству или раној адолесценцији, тако да су рана оштећења суптилна и не могу се клинички препознати до друге деценије живота. Како код еластичног псеудоксантома минерализација утиче на еластична влакна у кожи, очима и крвним судовима, промене се прво јављају у овим а нешто ређе у другим деловима тела као што је дигестивни тракт.
Промене на кожи
Први клинички знак је скоро увек појава малих жућкастих папула које се налазе на потиљку и бочно на врату, испод пазуха и на другим деловима коже који се додирују када се зглоб савија (области флексора). Папуле настављају да се спајају и кожа постаје млохава и наборана, често је упоређењу са кожом „очупаног пилета“.
Кожне лезије обично почињу у детињству или раној адолесценцији и често су прва очигледна манифестација болести, али због њихове асимптоматске природе, дијагноза се одлаже у просеку за 9 година.
Промене на очима
Људи са овом болешћу такође могу имати абнормалности у очима, као што је промена пигментираних ћелија мрежњаче ( слој ћелија осетљивог на светлост на задњем делу ока). У мрежњачи се појављују дистрофични калцификације које се уочавају  као ангиоидне траке на прегледу очног дна.. Оне могу изазвати неоваскуларизацију хороиде и на крају довести до губитка централног вида, чак и слепила.
Промене у дигестивном тракту
У раним фазама могу бити присутне површне ерозивне промене у гастроинтестиналном тракту.   Ретко се може јавити и крварење из крвних судова у дигестивном тракту.
Промене на кардиоваскуларном систему
Минерализација крвних судова који преносе крв од срца до остатка тела (артерије) може изазвати друге знаке и симптоме еластичног псеудоксантома. На пример, људи са овим стањем могу развити сужење артерија ( атеросклероза ) или стање које се зове клаудикација које се карактерише грчевима и болом током вежбања због смањеног дотока крви у руке и ноге. 
Васкуларне лезије, карактеристичне за овај синдром, су стенотична оклузивна болест средњих периферних артерија, укључујући бубрежне, слезене, илијачне, феморалне и срчане судове. Пацијенти су подложни раној коронарној болести, која се клинички може манифестовати као ангина пекторис и изненадна смрт. Може се видети фиброзно задебљање ендокарда срчаних комора, атрија и атриовентрикуларних залистака. Реноваскуларну хипертензију има око 25% пацијената, чешће код одраслих, знатно ређе код деце. Узрок хипертензије је повећана активност ренина, као резултат зачепљења и калцификације бубрежних артерија. Калцификација интерлобуларних и лучних артерија у бубрезима током ехоренографије показује се као карактеристична пунктатна хиперехоичност у пределу кортико-медуларне границе. Калцификације се могу наћи и у другим органима као што су бубрези, плућа, панкреас, тестиси, слезина.

## Дијагноза
Дијагностички критеријуми за еластични псеудоксантом су типичан изглед биопсије коже и присуство ангиоидних пруга у мрежњачи. Критеријуми су утврђени консензусом клиничара и истраживача на двогодишњем истраживачком састанку  истраживачког конзорцијума за  еластични псеудоксантом 2010. године, што је  потврђено и на састанку 2014. године. Критеријуми из консензуса наводе да дефинитивни еластични псеудоксантом карактеришу две патогене мутације у АБЦЦ6 или очним налазима – ангиоидне пруге > 1 ДД  код појединца <20 година старости заједно са кожнимм налазима:
- карактеристичне псеудоксантоматозне папуле и плакови на врату или флексурални набори.
- дијагностичке хистопатолошке промене на кожи са лезијама (калцификована еластична влакна у средњем и доњем дермису).

Биопсија кожних промена са еластином и калцијумом је специфично обојена и открива изражене морфолошке промене, уз присуство фрагментираних, груписаних и калцификованих еластичних влакана у средњем слоју и дубљим слојевима коже. 
Прегледом очног дна открива карактеристичну ретинопатија са ангиоидним тракама или макулопатију. 
Генетско тестирање за ген АБЦЦ6 може потврдити или искључити дијагнозу у сумњивим случајевима.

## Терапија
За еластични псудоксантом не постоји специфичан терапија, већ се за сада (до развој нових стратегија које су тренутно на претклиничком нивоу), препоручује  терапије за евентуално успоравање прогресије болести, која укључује:
- директне инјекција инхибитора раста васкуларног ендотела у око (за смањење хороидалне неоваскуларизације),

- здрав начин живота,
- престанак пушења,

- одговарајућу исхрану са додатком магнезијума, фосфата и пирофосфатних аналога.   (за смањење васкуларних фактора ризика),

- васкуларну хирургија (за тешку артериосклерозу)

*  пластичну хирургију  (за уклањање вишка кожних набора). 
То је доживотно прогресивна болест која доводи до инвалидитета пацијената, али се животни век већини не скраћује.
Док је развој нових стратегија тренутно на претклиничком нивоу, препоручене терапије за евентуално успоравање прогресије болести укључују:
- престанак пушења,
- умерене физичке вежбе,
- одговарајућу исхрану са додатком магнезијума, фосфата и пирофосфатних аналога.

## Прогноза
Прогноза еластичног псеудоксантхома у великој мери зависи од степена захваћености екстракутаних органа. Пацијенти обично имају нормалан животни век, али акутна крварења у гастроинтестиналном тракту, инфаркт миокарда или церебрално крварење могу бити фатални.
Пријављено је спонтано повлачење промена на кожи, али је то изузетно ретко.
Рана дијагноза и увођење профилактичких мера су од највеће важности за повољну прогнозу болести.